# 2014年歐洲青少年歌唱大賽
2014年歐洲青少年歌唱大賽是第十二屆年度舉行的歐洲青少年歌唱大賽。本屆大賽由歐洲廣播聯盟（EBU）和馬爾他公共廣播公司（PBS）於2014年11月15日在馬爾他馬爾薩的馬爾他造船廠（Malta Shipbuilding）舉行，並由茉伊拉·迪利亞擔任主持人。這是歐洲青少年歌唱大賽史上第一次只有一人主持的大賽。
本屆大賽一共有16國參加，這是義大利、蒙特內哥羅和斯洛維尼亞的首次參賽，而冠軍最終也被義大利代表、14歲的文森佐·坎蒂洛以他的歌曲〈初戀〉抱走，亞軍和季軍則分別由保加利亞和亞美尼亞取得。這是義大利自最後一屆《無國界遊戲》以來在任何歐洲電視網賽事的勝利，本屆大賽也是繼2003年以來第一次有國家在首次參賽時就贏得冠軍的大賽。

## 舉辦地點
2013年12月18日，EBU和PBS宣布2014年歐洲青少年歌唱大賽將在馬爾他舉行。在2013年大賽的獲勝者新聞發布會上，PBS的代表表示他們希望能讓馬爾他主辦大賽。大賽執行主管烏拉迪斯拉夫·雅科列夫（Vladislav Yakovlev）宣布，本屆大賽將沒有所謂的「主辦城市」，而是整個馬爾他島作為「主辦島嶼」。這是馬爾他第一次為任何歐洲電視網賽事擔任主辦國。
2014年6月16日，EBU證實2014年大賽將在馬爾他造船廠的三個大型前造船棚舉行，中間棚被改造為觀眾區和舞台，兩側棚則成為觀眾出入口、廁所和茶點攤位。幾經改造後，場地總共可容納4000至4500人。

## 製作與賽制

### 概念設計
2014年5月9日，PBS的CEO安東·阿塔德（Anton Attard）揭露了本屆大賽的口號與Logo。本屆大賽的口號是「#在一起」（#together），而Logo的設計靈感則來自馬爾他十字。Logo上的七個色塊分別代表馬爾他的沙子、大海、岩石、草地、天空、黃昏和日落。本屆大賽的「明信片」影片以各類極限運動為主題，其中有一部份是在卡爾卡拉的馬爾他智慧城市園區裡拍攝完成的。
舞台設計是在2014年9月30日舉行的各國代表團團長會議上提出的。總部位於米蘭的設計公司Gio'Forma被賦予設計2014年大賽舞台的任務。舞台採用了類似摺紙的外觀，靈感來自本屆大賽的Logo的三角形造型。場地本身面積約為30000平方公尺，製作團隊於10月21日進駐場地。

### 主持人
2014年9月10日，EBU宣布茉伊拉·迪利亞將擔任本屆大賽的主持人，她是馬爾他成人版大賽的國家選拔賽—《馬爾他歐洲歌唱大賽》（Malta Eurovision Song Contest）—的主持人。迪利亞同時也是第一位獨自主持歐洲青少年歌唱大賽的主持人。

### 演出順序
在2014年9月30日的各國代表團團長會議上，PBS與大賽製作團隊希望獲得可以更改演出順序抽籤規則的許可，以此能讓參賽者們隨機選擇他們的演出順序（2013年就有使用過此規則）。最後商定好的更變是先由主辦國馬爾他隨機選擇他們要的演出順序，接著決定開場（第一個表演）和壓軸（最後一個表演）的國家，再由剩餘的國家透過抽籤決定要在上半場還是下半場表演。抽籤儀式於2013年11月9日在維達拉宮舉行的大賽開幕典禮上進行，各國的抽籤順序於2013年11月7日由主持人茉伊拉·迪利亞、大賽執行主管烏拉迪斯拉夫·雅科列夫和前屆冠軍蓋婭·考奇決定，以此避免有國家因照國名字母順序而不利於抽籤的情況。PBS與大賽製作團隊隨後決定了馬爾他的演出順序，這樣他們就可以避免與類似風格的歌曲接連演出，最後再由大賽執行主管和指導小組一抽籤結果決定各國切確的演出順序並對外公布。這種方式從2013年開始在成人版大賽中使用。

### 彩排
在2014年9月30日的各國代表團團長會議上，PBS決定各國不會按照他們的演出順序來彩排，以利於參賽者們安排學校參訪或規劃個人行程，這是往年沒有做過的事情。

### 投票規則
2014年的投票系統恢復到2013年之前在青少年版和成人版大賽中使用的系統：所有國家都使用觀眾投票和評審團評分的加總來決定自己的前十名歌曲，並依名次高低依序給予最低1到8分、10分和最高12分。各國宣布給分時，則是會先顯示1至7分在計分板上，再由各國唱票員在大賽現場公布布8、10和12分。
2014年10月30日，EBU宣布將為本屆大賽引入一個新的網路投票系統，讓來自世界各地的觀眾可以投票選出他們最喜歡的參賽歌曲。該投票不會被用於官方投票結果上，但在大賽結束後的獲獎者頒獎大會上，在網路投票勝出的國家將會獲得新設立的「網路投票獲勝獎」。了防止投票被操縱，網路投票結果會在演出結束後通過歐洲青少年歌唱大賽官方網站宣布。不過最後由於網站崩潰，因此也沒能頒發網路投票獲勝獎。

### 開幕式與幕間式表演
本屆大賽的開幕式有舞團表演和國旗遊行交互而成。在參賽者們演出到一段落（如5組參賽者們演出完畢）時，也會穿插一小段舞團表演。幕間式則是由本屆大賽的全體參賽選手上台合唱「共同歌曲」〈#together〉。
在投票完的計票空檔期間，先是由La Voix Academy、安迪·蕭（Andy Shaw）和薇若妮卡·羅汀的合作演出，後有前一年的大賽冠軍蓋婭·考奇演唱新歌〈Children of the Future〉和她的獲勝歌曲〈開始〉。

## 參賽國家
2014年9月30日，官方確認將有16個國家參加比賽。這是自2007年以來最高的參賽國家數。義大利、蒙特內哥羅和斯洛維尼亞首次參賽，保加利亞、克羅埃西亞、賽普勒斯和塞爾維亞都在數年的缺席之後回歸參賽，其中克羅埃西亞上次參賽是七年前、賽普勒斯上次參賽在2009年、塞爾維亞是三年前、保加利亞則是兩年前。而亞塞拜然、F. Y. R. 馬其頓、摩爾多瓦均退出大賽。

### 參賽者和結果
以下參賽歌手/團體以及歌曲的中文名稱皆非官方中譯。
| 順序 | 國家       | 參賽歌手                                                                                       | 歌曲                                    | 語言               | 得分 | 排名 |
| ---- | ---------- | ---------------------------------------------------------------------------------------------- | --------------------------------------- | ------------------ | ---- | ---- |
| 1    | 白俄羅斯   | 娜傑日達·米夏科娃 Nadezhda Misyakova / Надзея Місякова                                         | 〈鶻鷹〉 〈〉()                         | 白俄罗斯语         | 71   | 7    |
| 2    | 保加利亞   | 克莉希婭、哈桑和易卜拉欣 Krisia, Hasan & Ibrahim / Крисия, Хасан и Ибрахим                     | 〈兒童星球〉 〈Planet of the Children〉 | 保加利亚语         | 147  | 2    |
| 3    | 聖馬利諾   | 薄荷合唱團 The Peppermints                                                                     | 〈傷了我的心〉 〈Breaking My Heart〉    | 義大利語、英語     | 21   | 15   |
| 4    | 克羅埃西亞 | 喬希 Josie                                                                                     | 〈遊戲結束〉 〈Game Over〉              | 克羅埃西亞語、英語 | 13   | 16   |
| 5    | 賽普勒斯   | 索菲亞·帕薩里德斯 Sophia Patsalides / Σοφία Πατσαλίδου                                         | 〈最美的一天〉 〈〉()                   | 希腊语、英語       | 69   | 9    |
| 6    | 喬治亞     | 莉茲·帕普 Lizi Pop / ლიზი პოპი                                                                 | 〈快樂的日子〉 〈Happy Day〉            | 喬治亞語、英語     | 54   | 11   |
| 7    | 瑞典       | 茱莉亞·凱德哈馬爾 Julia Kedhammar                                                              | 〈你不孤單〉 〈〉                       | 瑞典語、英語       | 28   | 13   |
| 8    | 烏克蘭     | 交響妮克 Sympho-Nick                                                                           | 〈春天將至〉 〈Spring Will Come〉       | 乌克兰语、英語     | 74   | 6    |
| 9    | 斯洛維尼亞 | 烏菈·洛扎爾 Ula Ložar                                                                          | 〈你不孤獨 (你的光)〉 〈 (Your Light)〉 | 斯洛維尼亞語、英語 | 29   | 12   |
| 10   | 蒙特內哥羅 | 瑪薩·武亞迪諾維奇和萊拉·武里奇 Maša Vujadinović & Lejla Vulić / Маша Вујадиновић и Лејла Вулић | 〈當一天的孩子〉 〈〉()                 | 蒙特內哥羅語、英語 | 24   | 14   |
| 11   | 義大利     | 文森佐·坎蒂洛 Vincenzo Cantiello                                                               | 〈初戀〉 〈〉                           | 義大利語、英語     | 159  | 1    |
| 12   | 亞美尼亞   | 貝蒂 Betty / Բեթթի                                                                             | 〈太陽的子民〉 〈People of the Sun〉    | 亚美尼亚语、英語   | 146  | 3    |
| 13   | 俄羅斯     | 艾麗莎·科日金娜 Alisa Kozhikina / Алиса Кожикина                                               | 〈夢想家〉 〈Dreamer〉                  | 俄语、英語         | 96   | 5    |
| 14   | 塞爾維亞   | 艾蜜莉亞·多寧 Emilija Đonin / Емилија Ђонин                                                    | 〈我眼中的世界〉 〈〉()                 | 塞爾維亞語         | 61   | 10   |
| 15   | 馬爾他     | 費德莉卡·法爾松 Federica Falzon                                                                | 〈鑽石〉 〈Diamonds〉                   | 英語               | 116  | 4    |
| 16   | 荷蘭       | 茱麗亞 Julia                                                                                   | 〈轉來轉去〉 〈Around〉                 | 荷蘭語、英語       | 70   | 8    |

## 得分板
在各國和兒童評審團公布完給分後，義大利代表文森佐·坎蒂洛被宣布為本屆大賽的冠軍。以下是本屆大賽的詳細投票結果。
| 排名 | 合計得分   | 合計得分 | 評審團得分 | 評審團得分 | 觀眾得分   | 觀眾得分 |
| 排名 | 國家       | 得分     | 國家       | 得分       | 國家       | 得分     |
| ---- | ---------- | -------- | ---------- | ---------- | ---------- | -------- |
| 1    | 義大利     | 159      | 義大利     | 143        | 保加利亞   | 143      |
| 2    | 保加利亞   | 147      | 亞美尼亞   | 124        | 亞美尼亞   | 114      |
| 3    | 亞美尼亞   | 146      | 馬爾他     | 113        | 烏克蘭     | 100      |
| 4    | 馬爾他     | 116      | 保加利亞   | 86         | 義大利     | 100      |
| 5    | 俄羅斯     | 96       | 賽普勒斯   | 73         | 俄羅斯     | 89       |
| 6    | 烏克蘭     | 74       | 俄羅斯     | 72         | 荷蘭       | 69       |
| 7    | 白俄羅斯   | 71       | 塞爾維亞   | 65         | 馬爾他     | 64       |
| 8    | 荷蘭       | 70       | 白俄羅斯   | 62         | 白俄羅斯   | 58       |
| 9    | 賽普勒斯   | 69       | 荷蘭       | 44         | 賽普勒斯   | 42       |
| 10   | 塞爾維亞   | 61       | 喬治亞     | 44         | 喬治亞     | 41       |
| 11   | 喬治亞     | 54       | 瑞典       | 39         | 斯洛維尼亞 | 39       |
| 12   | 斯洛維尼亞 | 29       | 烏克蘭     | 24         | 塞爾維亞   | 34       |
| 13   | 瑞典       | 28       | 蒙特內哥羅 | 21         | 聖馬利諾   | 11       |
| 14   | 蒙特內哥羅 | 24       | 斯洛維尼亞 | 14         | 蒙特內哥羅 | 10       |
| 15   | 聖馬利諾   | 21       | 聖馬利諾   | 11         | 瑞典       | 3        |
| 16   | 克羅埃西亞 | 13       | 克羅埃西亞 | 3          | 克羅埃西亞 | 1        |

| 使用的投票方法： 評審團給分與觀眾投票各50% 100%評審團給分 | 使用的投票方法： 評審團給分與觀眾投票各50% 100%評審團給分 | 總分 | 大賽官方 | 兒童評審團 | 白俄羅斯 | 保加利亞 | 聖馬利諾 | 克羅埃西亞 | 賽普勒斯 | 喬治亞 | 瑞典 | 烏克蘭 | 斯洛維尼亞 | 蒙特內哥羅 | 義大利 | 亞美尼亞 | 俄羅斯 | 塞爾維亞 | 馬爾他 | 荷蘭 |
| 使用的投票方法： 評審團給分與觀眾投票各50% 100%評審團給分 | 使用的投票方法： 評審團給分與觀眾投票各50% 100%評審團給分 |      |          |            |          |          |          |            |          |        |      |        |            |            |        |          |        |          |        |      |
| 參賽國                                                    | 白俄羅斯                                                  | 71   | 12       | 8          |          | 1        | 3        | 2          | 1        | 6      | 5    | 6      | 2          |            | 1      | 3        | 8      |          | 6      | 7    |
| 參賽國                                                    | 保加利亞                                                  | 147  | 12       | 4          | 7        |          |          | 12         | 12       | 8      | 10   | 8      | 10         | 8          | 10     | 7        | 7      | 12       | 8      | 12   |
| 參賽國                                                    | 聖馬利諾                                                  | 21   | 12       |            |          |          |          |            |          |        |      |        |            |            | 8      |          |        |          | 1      |      |
| 參賽國                                                    | 克羅埃西亞                                                | 13   | 12       |            |          |          | 1        |            |          |        |      |        |            |            |        |          |        |          |        |      |
| 參賽國                                                    | 賽普勒斯                                                  | 69   | 12       | 6          | 3        | 8        | 8        |            |          | 4      | 6    |        | 4          | 4          | 5      |          | 3      |          |        | 6    |
| 參賽國                                                    | 喬治亞                                                    | 54   | 12       | 1          | 4        | 2        | 2        | 1          | 3        |        |      | 2      |            |            |        | 12       | 5      | 1        | 7      | 2    |
| 參賽國                                                    | 瑞典                                                      | 28   | 12       |            |          |          |          |            | 2        | 1      |      | 3      |            |            | 4      | 1        |        |          |        | 5    |
| 參賽國                                                    | 烏克蘭                                                    | 74   | 12       |            | 6        | 4        |          | 7          | 4        | 7      |      |        | 1          | 10         | 3      | 4        | 4      | 5        | 4      | 3    |
| 參賽國                                                    | 斯洛維尼亞                                                | 29   | 12       |            | 1        |          |          | 3          |          |        | 2    |        |            | 3          |        | 2        |        | 2        |        | 4    |
| 參賽國                                                    | 蒙特內哥羅                                                | 24   | 12       |            |          |          |          |            |          |        |      |        | 3          |            |        |          |        | 4        | 5      |      |
| 參賽國                                                    | 義大利                                                    | 159  | 12       | 12         | 2        | 10       | 12       | 10         | 10       | 10     | 7    | 10     | 12         | 12         |        | 8        | 6      | 8        | 10     | 8    |
| 參賽國                                                    | 亞美尼亞                                                  | 146  | 12       | 7          | 12       | 12       | 7        | 6          | 6        | 12     | 8    | 12     | 8          | 2          | 2      |          | 12     | 6        | 12     | 10   |
| 參賽國                                                    | 俄羅斯                                                    | 96   | 12       | 5          | 10       | 7        | 5        | 5          | 8        | 3      | 1    | 5      | 7          | 5          |        | 10       |        | 10       | 3      |      |
| 參賽國                                                    | 塞爾維亞                                                  | 61   | 12       | 3          |          | 6        | 6        | 8          |          |        | 3    | 4      | 5          | 7          | 6      |          | 1      |          |        |      |
| 參賽國                                                    | 馬爾他                                                    | 116  | 12       | 10         | 8        | 5        | 10       |            | 7        | 5      | 4    | 7      | 6          | 6          | 12     | 6        | 10     | 7        |        | 1    |
| 參賽國                                                    | 荷蘭                                                      | 70   | 12       | 2          | 5        | 3        | 4        | 4          | 5        | 2      | 12   | 1      |            | 1          | 7      | 5        | 2      | 3        | 2      |      |

### 12分
下列為各國除了大賽官方以外得到他國投票的12分整理，大賽官方在一開始都給所有參賽國12分來避免拿0分的情況：
| 次數 | 得分國   | 給出12分的國家                                          |
| ---- | -------- | ------------------------------------------------------- |
| 6    | 亞美尼亞 | 白俄羅斯、 保加利亞、 喬治亞、 馬爾他、 俄羅斯、 烏克蘭 |
| 4    | 保加利亞 | 克羅埃西亞、 賽普勒斯、 荷蘭、 塞爾維亞                 |
| 4    | 義大利   | 兒童評審團、 蒙特內哥羅、 聖馬利諾、 斯洛維尼亞         |
| 1    | 喬治亞   | 亞美尼亞                                                |
| 1    | 馬爾他   | 義大利                                                  |
| 1    | 荷蘭     | 瑞典                                                    |

### 各國的唱票員

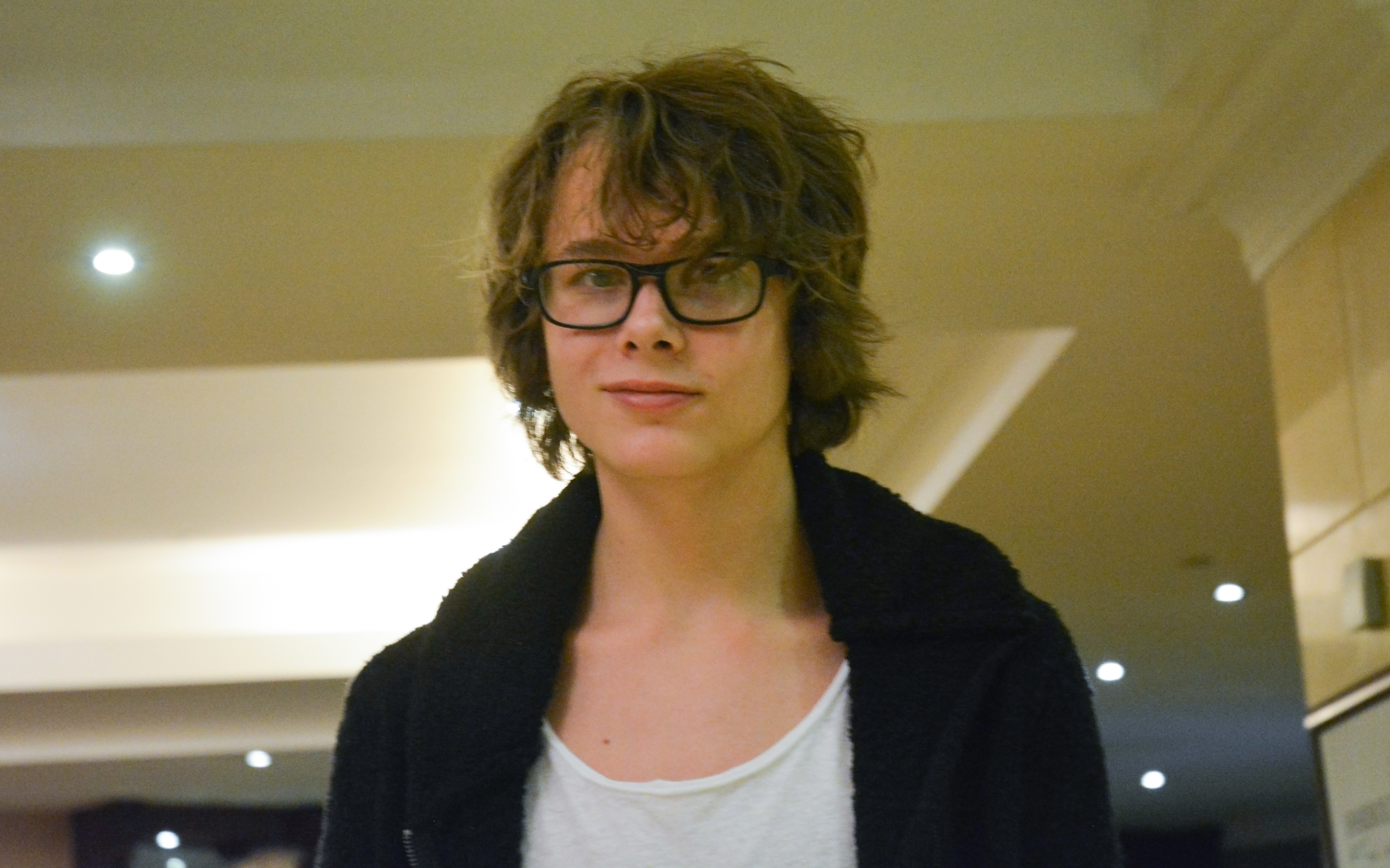
瑞典的唱票員艾利亞斯·艾福斯·艾夫斯特倫在代表團下榻的飯店。

每個國家報分的順序是按照表演的順序。EBU在2014年11月9日的「歡迎招待會」之後公佈了本屆大賽的演出順序 以下是各國的唱票員：
1. 兒童評審團 – 蓋婭·考奇（英语：Gaia Cauchi）[26]
2. 白俄羅斯 – 卡特琳娜·塔珀金娜（Katerina Taperkina）[27]
3. 保加利亞 – 伊娜·安傑洛娃（Ina Angelova）[27]
4. 聖馬利諾 – 克拉拉（Clara）[26]
5. 克羅埃西亞 – 莎拉（Sarah）[26]
6. 賽普勒斯 – 帕里斯·尼古拉歐（Paris Nicolaou / Πάρης Νικολάου）[27]
7. 喬治亞 – 瑪麗亞姆·昆吉古魯（Mariam Khunjgurua）[27]
8. 瑞典 – 艾利亞斯·艾福斯·艾夫斯特倫（英语：Sweden in the Junior Eurovision Song Contest 2013）[28]
9. 烏克蘭 – 蘇菲亞·塔拉索娃（英语：Sofia Tarasova）[29]
10. 斯洛維尼亞 – 蓋爾·法洪（Gal Fajon）[27]
11. 蒙特內哥羅 – 亞歷珊德拉（Aleksandra）[26]
12. 義大利 – 喬狄·斯坎布里（Geordie Schembri）[26]
13. 亞美尼亞 – 莫妮卡·阿瓦內斯安[30]
14. 俄羅斯 – 瑪麗亞·卡里耶娃（Mariya Kareeva / Мария Кареева）[27]
15. 塞爾維亞 – 塔瑪拉·瓦索維奇（Tamara Vasović）[27]
16. 馬爾他 – 朱利安·普利斯（Julian Pulis）[26]
17. 荷蘭 – 梅琳和蘿珊（英语：Mylène and Rosanne）[31]

## 其他國家

參加本屆大賽的國家標記為綠色，之前參賽過但沒參加本屆大賽的國家標記為黃色。

要讓一個國家有資格參加歐洲青少年歌唱大賽，該國就必須要有廣播公司是EBU的正式會員。以下是有EBU正式會員的國家以及他們不參賽的理由：

### EBU成員
- 亞塞拜然 – 2014年9月30日，官方的參加國名單顯示亞塞拜然沒有參加在馬爾他舉行的大賽，其原因不明。[12]亞塞拜然上次參賽是在2013年的時候，並會在2018年回歸參賽。
- 德國 – 北德廣播公司（NDR）宣布德國不會在2014年的大賽中首次亮相，因為他們認為根據德國電視營銷標準認定轉播大賽不會達標，但它們還是會繼續觀望大賽。[33][34]德國要直到2020年才首次參賽。
- 希臘 – 歐洲歌唱大賽新聞網站Esc+Plus此前曾報導稱希臘將參加2014年的大賽。然而2014年7月7日，新希臘廣播網路電視公司（英语：New Hellenic Radio, Internet and Television）（NERIT）向同一網站確認他們不會參加。[35][36][37]希臘上次參賽是在2008年。
- 匈牙利 – 儘管有大量傳聞表示匈牙利計劃在2014年的大賽中首次亮相，匈牙利媒體服務和支持信託公司（英语：MTVA (Hungary)）（MTVA）在2014年7月9日宣布他們將不參加大賽。[38][39][40][41]
- 愛爾蘭 – 愛爾蘭EBU成員愛爾蘭廣播電視（RTÉ）在2013年12月宣布，儘管參加了指導小組會議，但他們對參加歐洲青少年歌唱大賽沒有任何興趣。[42]另一個愛爾蘭EBU成員TG4雖然有興趣參加，但他們需要有愛爾蘭廣播局（英语：Broadcasting Authority of Ireland）（BAI）的資助才行。[43]然而BAI在2014年5月拒絕了TG4的資助請求，因此TG4表示愛爾蘭不會在馬爾他首次亮相。TG4在這之後更加努力籌集資金，並寄希望於參加下一年的大賽。最終於2015年，TG4成功代表愛爾蘭首度參賽。[44][45]
- 摩爾多瓦 – 2014年9月30日，官方的參加國名單顯示摩爾多瓦沒有參加在馬爾他舉行的大賽，其原因不明。[12]摩爾多瓦上次參賽是在2013年。
- 葡萄牙 – 儘管最初於2014年7月28日確認他們將參加大賽，葡萄牙廣播電視台（RTP）於2014年9月4日宣布葡萄牙不會在2014年重返大賽。[46][47]葡萄牙上次參賽是在2007年的時候，並會在2017年回歸參賽。
- 羅馬尼亞 – 2014年，罗马尼亚电视台（TVR）的代表比安卡·迪內斯庫（Bianca Dinescu）在接受與歐洲青少年歌唱大賽相關的新聞網站採訪時表示，羅馬尼亞在2009年最後一次參賽並退出後正在考慮回歸參賽。[48]但在2014年8月2日，TVR證實羅馬尼亞不會在2014年回歸，但TVR表示他們對2015年回歸寄予厚望。[49]
- 西班牙 – 在哥本哈根的2014年歐洲歌唱大賽舉行期間，西班牙代表團團長費德里科·拉諾（Federico Llano）曾表示西班牙电视台（TVE）還不考慮回歸參加歐洲青少年歌唱大賽，並表示如果西班牙將來回歸參賽，將在全國範圍內舉行公開選拔和試鏡。[50][51]

### 非EBU成員
2014年8月，執行主管雅科列夫表示，他們正在研究允許非EBU成員的商業廣播公司參加大賽的可能性。
- 西班牙 – 根據歐洲青少年歌唱大賽官方推特表示，EBU正在與西班牙的私人廣播公司進行談判，來讓西班牙重返大賽。[53][54]2014年9月28日，EBU宣布有關允許私人電視頻道參與的決定尚未及時發布。[55]

## 轉播
大多數國家都會派評論員到馬爾他或從本國進行評論，以增加觀眾對參與者的資訊，並在必要時提供投票訊息。
| 國家       | 廣播公司             | 評論員                                                                       | 參考   |
| ---------- | -------------------- | ---------------------------------------------------------------------------- | ------ |
| 亞美尼亞   | Armenia 1            | 阿維特·巴西格揚                                                              |        |
| 白俄羅斯   | Belarus 1 Belarus 24 | 阿納托利·利佩茨基（Anatoliy Lipetskiy）                                      |        |
| 保加利亚   | BNT 1 BNT HD         | 艾琳娜·羅斯伯格（Elena Rosberg）和格奧爾基·庫什瓦利耶夫（Georgi Kushvaliev） |        |
|            | HRT 2                | 伊凡·普蘭尼奇（Ivan Planinić）和阿約莎·塞里奇（Aljoša Šerić）                |        |
| 賽普勒斯   | CyBC 2 CyBC HD       | 基里亞科斯·帕斯蒂迪斯（Kyriakos Pastides / Κυριάκος Παστίδης）               |        |
|            | GPB 1TV              | 梅羅·奇卡什維利（Mero Chikashvili）和提莫·克維爾克維利亞（Temo Kvirkvelia）  |        |
| 義大利     | Rai Gulp             | 西蒙涅·利由伊（Simone Lijoi）和安東奈拉·克萊里奇                             |        |
| 馬爾他     | TVM                  | 丹尼爾·奇科普（Daniel Chircop）                                              |        |
| 蒙特內哥羅 | TVCG 2               | 德拉岑·鮑科維奇（Dražen Bauković）和塔瑪拉·伊萬科維奇（Tamara Ivanković）    | [ 56 ] |
| 荷蘭       | NPO Zapp             | 揚·斯米特                                                                    |        |
| 俄羅斯     | Karousel             | 奧爾嘉·謝列斯特和亞歷山大·古列維奇                                           | [ 56 ] |
| 圣马力诺   | SMRTV                | 莉亞·菲奧里奧（Lia Fiorio）和吉爾伯托·加泰（Gilberto Gattei）                |        |
| 塞爾維亞   | RTS2                 | 西爾瓦娜·格魯吉奇（Silvana Grujić）                                          |        |
| 斯洛維尼亞 | TV SLO 1             | 貝爾納達·扎恩（Bernarda Žarn）                                               |        |
| 瑞典       | SVT Barnkanalen      | 愛德華·奧夫席倫和伊爾瓦·海倫（Ylva Hällen）                                  |        |
| 乌克兰     | Pershyi Natsionalnyi | 蒂穆爾·米羅什尼琴科                                                          |        |

以下非參賽國也派出評論員前往馬爾他進行賽事廣播和電視轉播。
| 國家   | 廣播公司                                                                     | 評論員                                                            | 參考   |
| ------ | ---------------------------------------------------------------------------- | ----------------------------------------------------------------- | ------ |
| 阿根廷 | Radio WU                                                                     | 維克多·巴雷拉（Victor Barrera）                                   | [ 59 ] |
|        | SBS2                                                                         | 安德烈·努卡杜（Andre Nookadu）和喬治亞·麥卡錫（Georgia McCarthy） |        |
| 愛爾蘭 | 92.5 Phoenix FM                                                              | 伊文·史潘斯（Ewan Spence）                                        | [ 60 ] |
| 新西兰 | World FM                                                                     | 伊文·史潘斯（Ewan Spence）                                        | [ 60 ] |
| 新加坡 | 247 Music Radio                                                              | 伊文·史潘斯（Ewan Spence）                                        | [ 60 ] |
| 英国   | 103 The Eye、K107、Oystermouth Radio、Radio Six International以及Shore Radio | 伊文·史潘斯（Ewan Spence）                                        | [ 60 ] |
| 美国   | KCGW (Williams Life Radio)、WXDR (Delgado’s Dolphin Radio)                   | 伊文·史潘斯（Ewan Spence）                                        | [ 60 ] |

## 其他獎項

### 新聞獎投票
在大賽期間的新聞中心，新聞界成員可以投票選出他們最喜歡的歌曲。以下是所有投票後的前五名總體結果。
| 國家     | 歌曲           | 表演者                   | 得票結果 |
| -------- | -------------- | ------------------------ | -------- |
| 保加利亞 | 〈兒童星球〉   | 克莉希婭、哈桑和易卜拉欣 | 300      |
| 義大利   | 〈初戀〉       | 文森佐·坎蒂洛            | 229      |
| 馬爾他   | 〈鑽石〉       | 費德莉卡·法爾松          | 221      |
| 賽普勒斯 | 〈最美的一天〉 | 索菲亞·帕薩里德斯        | 205      |
| 荷蘭     | 〈轉來轉去〉   | 茱麗亞·范·伯根           | 155      |

## 官方專輯
《Junior Eurovision Song Contest Malta 2014》是由EBU統籌、由环球音乐集团於2014年11月3日發行的大賽官方合輯。此合輯收錄本屆16國的參賽歌曲和其伴唱版本。這也是第一次僅數位發行的大賽官方合輯。

## 註記和參考資料

### 註記
1. ↑  包含了斯洛維尼亞和聖馬利諾的評審團給分。

## 外部連結
- 官方网站